# ゲオルグ・ルートヴィヒ・フォン・マウラー

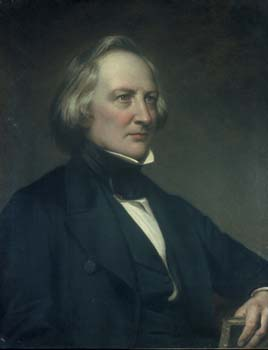
ゲオルグ・ルートヴィヒ・フォン・マウラー

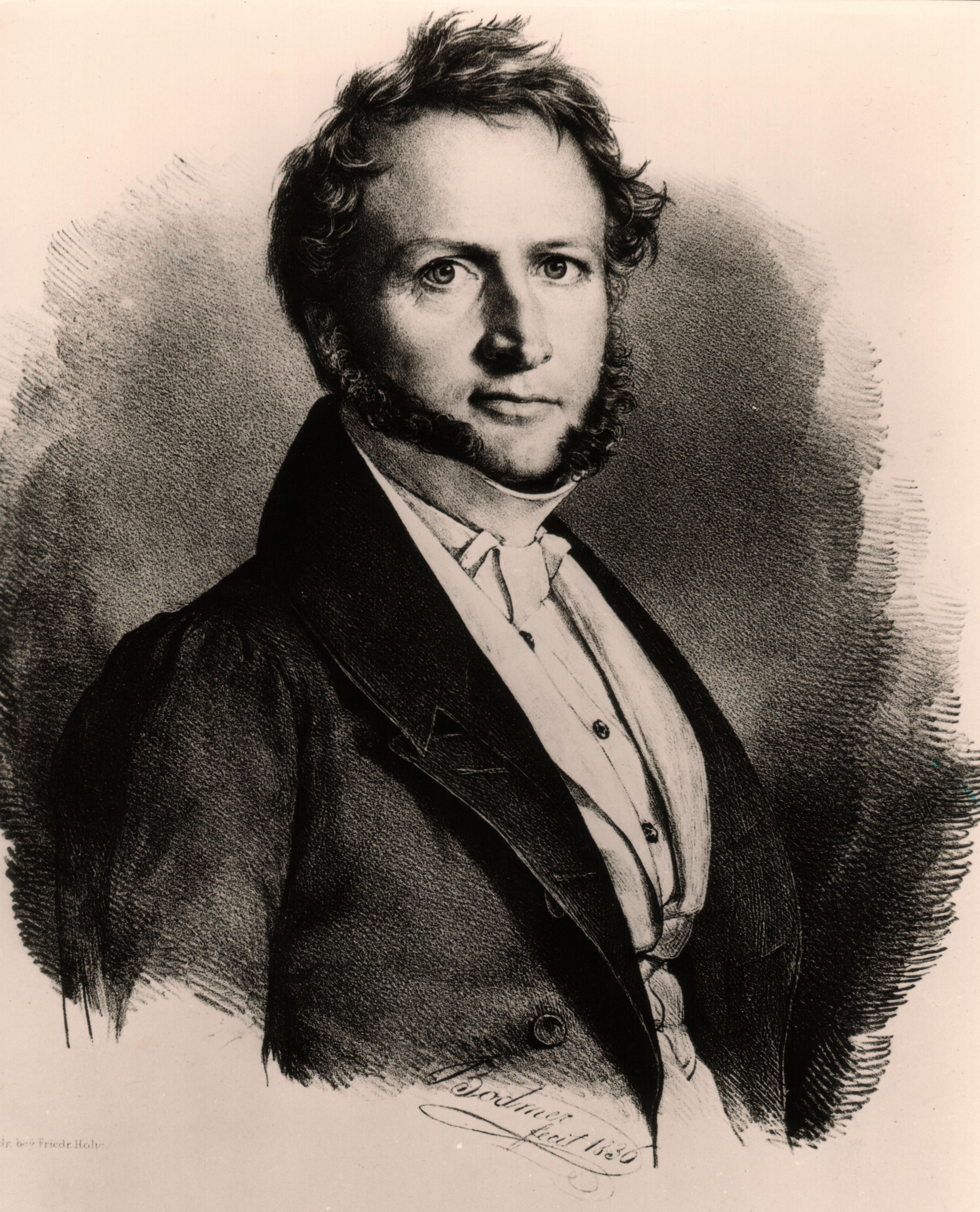
ゲオルグ・ルートヴィヒ・フォン・マウラー、1836年、Gottlieb Bodmerのリトグラフ による

ゲオルグ・ルートヴィヒ・フォン・マウラー（Georg Ludwig von Maurer, 1790年2月 – 1872年9月）は、プファルツ選帝侯領出身のバイエルン王国の政治家および法制史家。1831年まではゲオルグ・ルートヴィヒ・マウラーという名であった。

## 略歴
マウラーはバート・デュルクハイム近郊のエルポルツハイムにプロテスタント牧師の息子として生まれた。
ハイデルベルク大学で教育を受け、1812年にパリに居住し、ドイツの古代法制を体系的に研究した。1814年にドイツに戻った彼は、バイエルン王国政府の下で任命を受け、いくつかの重要な役職に就いた。1824年にハイデルベルクで著書 "Geschichte des altgermanischen und namentlich altbairischen oeffentlich-muendlichen Gerichtsverfahrens" を出版した。この書はミュンヘン美術院で最高の賞を受賞し、彼は1826年からミュンヘン大学の教授に就任した。
1829年に公職に戻り、1831年にバイエルン王国貴族院の終身職に任命され、「フォン・マウラー」の称号を授与された。 その直後、彼のために重要なポストが用意された。1832年、国王ルートヴィヒ1世の息子オットー王子がギリシャ王国の国王（オソン1世）に選ばれた時、摂政評議会が指名され、マウラーはメンバーに任命された。そこで彼は、近代的な市民社会の創設という仕事に精力的に取り組んだ。しかし、すぐに重大な困難が生じ、ギリシャ社会に対するその貢献にもかかわらず、1834年に彼がミュンヘンに戻った際に更迭された。
マウラーはただちに"Das griechische Volk in öffentlicher, kirchlicher, und privatrechtlicher Beziehung vor und nach dem Freiheitskampf bis zum 31. Juli 1834" (Heidelberg, 1835–1836) を出版し、オソン1世着任前からマウラーが離れるまでのギリシャの歴史についての有用な情報を提供した。その後、カール・フォン・アーベルの後を継いで1847年にバイエルン長官となり、外務庁と司法庁の長官を兼務するが、同年に政権転覆される。1872年5月9日、ミュンヘンにて没する。